# Mya Tun Oo
Mya Tun Oo (tiếng Miến Điện: မြထွန်းဦး) là một sĩ quan quân đội và chính trị gia người Myanmar, ông hiện giữ chức Phó Thủ tướng Myanmar từ tháng 2 năm 2023 và Bộ trưởng Bộ Quốc phòng và thành viên của Hội đồng Hành chính Nhà nước từ tháng 2 năm 2021. Ông còn là thành viên của Hội đồng Quốc phòng và An ninh với tư cách Bộ trưởng Bộ Quốc phòng.